# Nationaal wildreservaat Caño Negro
Wildreservaat Caño Negro (Spaans: Refugio Nacional de Vida Silvestre Caño Negro) is een natuurreservaat in Costa Rica. Het is sinds 1984 beschermd gebied. Dit reservaat is 102 km² groot en ligt in de provincie Alajuela. 
Caño Negro is een draslandgebied bij de grens met Nicaragua. Gedurende het regenseizoen (mei tot oktober) stromen de oevers van de Río Frío over, waardoor een 800 hectare groot meer ontstaat. In de maanden daarna daalt het waterniveau weer en overwinteren grote aantallen trekvogels uit Noord- en Zuid-Amerika in Caño Negro. 